# Nepeta longibracteata
Espèce
Nepeta longibracteata est une espèce de plantes à fleurs de la famille des Lamiaceae.